# Bicicleta, cullera, poma
Bicicleta, cullera, poma (2010) és un documental dirigit per Carles Bosch i enregistrat en format HDCAM. Es va projectar per primera vegada en el Festival Internacional de Cinema de Sant Sebastià de 2010, on participà dins la Secció Oficial Fora de Competició.

## Argument
El 20 d'octubre del 2007, l'expresident de la Generalitat de Catalunya i exalcalde de Barcelona Pasqual Maragall va anunciar públicament que patia Alzheimer. El documental recull el procés vital i la lluita de Pasqual Maragall i la seva família contra la malaltia, que afecta 26 milions de persones a tot el món. Precisament, «bicicleta», «cullera» i «poma» són tres paraules que s'utilitzen en l'exploració clínica de la memòria a curt termini.
La càmera del director Carles Bosch ha seguit durant dos anys Maragall i la seva família a la vida quotidiana: visites al neuròleg, escenes familiars a la seva masia de Rupià, la celebració de la victòria d'Obama a la seu del Partit Demòcrata de Nova York, a la qual Maragall va assistir com a convidat, reunions del Patronat de la Fundació Pasqual Maragall per la Investigació sobre l'Alzheimer, etc.

## Premis
- Gaudí a la millor pel·lícula documental (2011)
- Goya al millor documental (2011)